# ナット・ロフトハウス
ナット・ロフトハウス（Nathaniel Lofthouse OBE, 1925年8月27日 - 2011年1月15日）は、イングランド・ボルトン出身の元サッカー選手。ポジションはフォワード。

## 経歴
1939年9月に地元のクラブチーム、ボルトン・ワンダラーズに加入し、1941年3月22日にデビュー。デビュー戦で2ゴールを挙げた。1950年にはイングランド代表に選ばれ、1954年のFIFAワールドカップ・スイス大会に出場するなど国際Aマッチ33試合で30得点を記録した。
1960年に足首のケガが原因で引退するまでボルトン一筋でプレーを続け、リーグ通算452試合に出場し255得点を記録した。引退後の1968年から1970年と1971年に古巣のボルトンの監督を務めた。
2011年1月15日、ボルトンにて死去。85歳没。

## 脚註
1. ↑  “Nathaniel Lofthouse - Goals in International Matches” (英語). The Rec.Sport.Soccer Statistics Foundation
2. ↑  Nat Lofthouse OBEボルトン・ワンダラーズ公式サイトニュースリリース 2011年1月16日付